# 굿윌 게임

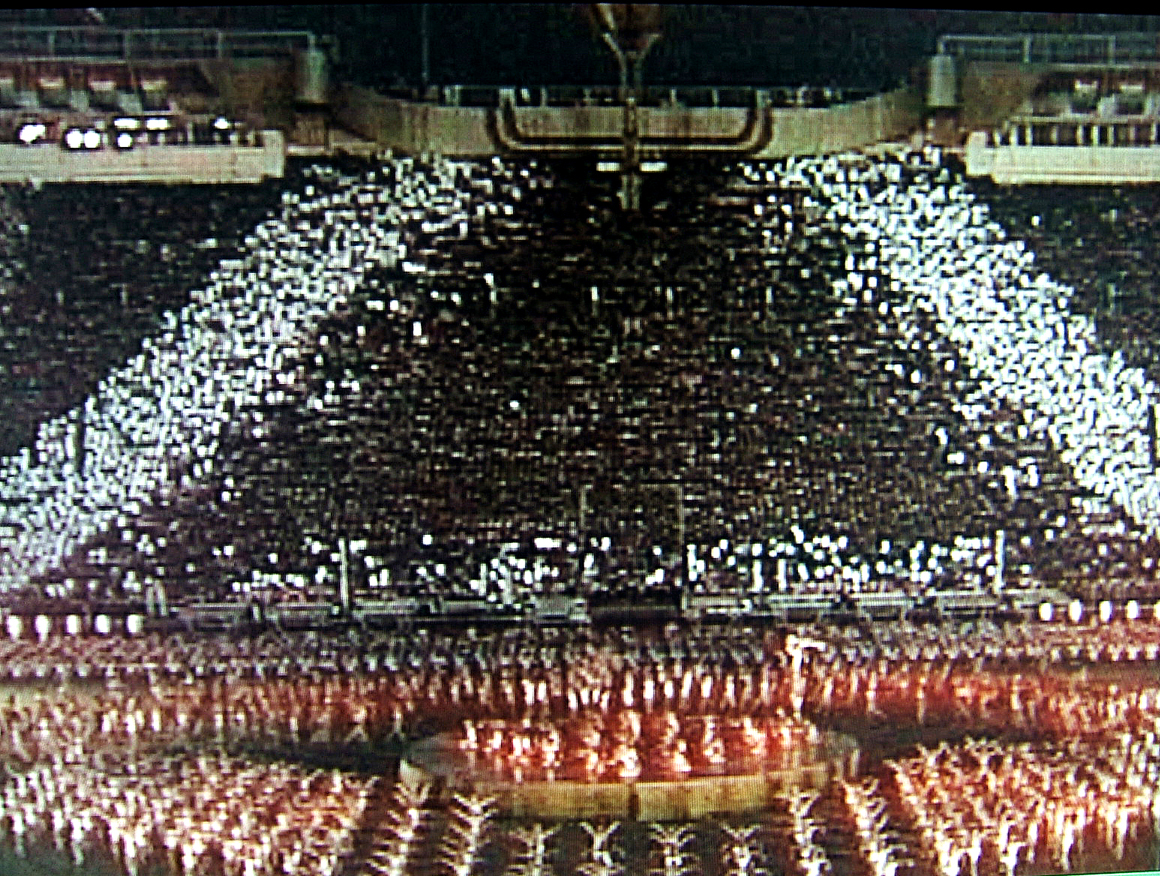

굿윌 게임(Goodwill Games)는 1986년부터 2001년까지 워너미디어에서 주도한 종합 스포츠 대회이다.

## 개요 및 배경
미국과 소련은 오랜 기간 냉전으로 대립을 하였으며, 그 결과 각각의 국가에 열린 1980년 모스크바 하계 올림픽과 1984년 로스앤젤레스 하계 올림픽에 보이콧하였다. 그래서 이들 국가들을 친선을 도모하기 위해 테드 터너의 주도로 1986년에 모스크바에서 처음으로 굿윌 게임을 개최하기 시작하였다. 굿윌 게임은 올림픽 대회와 그 다음 대회 올림픽 열리는 해 사이에 4년 주기로 개최하였으며, 2001년을 끝으로 폐지되었다.

## 역대 개최지

### 하계 대회
| 횟수 | 연도   | 개최지                  |
| ---- | ------ | ----------------------- |
| 1회  | 1986년 | 소련 모스크바           |
| 2회  | 1990년 | 미국 시애틀             |
| 3회  | 1994년 | 러시아 상트페테르부르크 |
| 4회  | 1998년 | 미국 뉴욕               |
| 5회  | 2001년 | 오스트레일리아 브리즈번 |
| 6회  | 2005년 | 미국 피닉스             |

- 2005년 굿윌 게임은 개최가 취소되었다.

### 동계 대회
| 횟수 | 연도   | 개최지              |
| ---- | ------ | ------------------- |
| 1회  | 2000년 | 미국 레이크플래시드 |
| 2회  | 2005년 | 캐나다 캘거리       |

- 2005년 동계 굿윌 게임은 개최가 취소되었다.

## 같이 보기
- 프렌드십 게임